# Хайнрих III (Сарверден)
Вижте пояснителната страница за други личности с името Хайнрих III.
Хайнрих III фон Сарверден (на немски: Heinrich III von Saarwerden; † 18 юли 1397) е граф на Сарверден и господар на Раполтщайн-Хонек.

## Произход и наследство
Той е син на граф Йохан II (III) фон Сарверден († сл. 1380/1381) и съпругата му Клара фон Финстинген-Бракенкопф († сл. 1365). Брат е на Фридрих III фон Сарверден (1348 – 1414), архиепископ на Кьолн (1370 – 1414).
Хайнрих умира на 18 юли 1397 г. и е погребан в манастир Вьоршвайлер в Хомбург.
Той няма живи деца. Графството Сарверден е наследено от брат му Фридрих III и сестра му Валбурга, съпруга на Фридрих III фон Мьорс, и сестра му Хилдегард, съпруга на Йохан III фон Изенбург-Лимбург.
Господството Раполтщайн отива с неговата вдовица Херцланда (Херцлауда) фон Раполтщайн на графовете фон Лупфен-Щулинген.

## Фамилия
Хайнрих III се жени през юли 1378 г. за Херцланда (Херцлауда) фон Раполтщайн († сл. 1400), дъщеря на Улрих IV фон Раполтщайн, господар на Хоенак († 1377) и съпругата му Херцеланда (Ловелина) фон Фюрстенберг († 1362/1364). Те имат един син:
- Фридрих фон Сарверден

Вдовицата му Херцланда се омъжва втори път между 26 юли 1398 и 6 септември 1398 г. за Йохан I, граф фон Лупфен, ландграф фон Щулинген († 1436) и има с него дъщеря Елизабет фон Лупфен († 1437), омъжена за граф Хайнрих V фон Фюрстенберг († 1441).